# Гонсалес Хуарес, Карлос
Карлос Гонсалес Хуарес (исп. Carlos González Juárez; 7 апреля 1986, Гранада, Испания) — испанский футбольный тренер.

## Карьера
В юном возрасте отказался от карьеры футболиста и поступил в Гранадский университет. После получения образования начал тренерскую деятельность. Работал в академии «Малаги» и «Атлетико Мадрид»: возглавлял их юниорские и молодёжные команды.
Осенью 2020 года специалист переехал в Кувейт, где он возглавлял молодёжную сборную страны. Вместе с ней он участвовал в отборочном этапе чемпионата Азии среди молодёжных команд 2022. Некоторое время параллельно руководил ведущим футбольным клубом государства «Аль-Кувейт». С ноября 2021 года по февраль 2022 год Гонсалес являлся главным тренером сборной Кувейта. За время его работы «синие» провели два товарищеских матча против Чехии (0:7) и Литвы (1:1).
В феврале 2022 года испанец стал наставником клуба Канадской премьер-лиги «Атлетико Оттава». По итогам сезона 2022, в котором «Оттава» выиграла регулярный чемпионат, он был признан тренером года КПЛ.

## Достижения
- Победитель регулярного чемпионата Канадской премьер-лиги (1): 2022
- Обладатель Кубка эмира Кувейта (1): 2020/2021
- Обладатель Кубка кронпринца Кувейта (1): 2020/2021